# Luis Dalmau
Luis Dalmau (ur. ?, zm. 1460) – kataloński malarz późnośredniowieczny, działający w latach ok. 1430-60. Był nadwornym malarzem królów aragońskich Alfonsa V i Jana II. Jednym z nielicznych zachowanych dzieł bezspornie jego autorstwa jest słynne Virgen de los Cancelleres, gdzie widać wyraźny wpływ stylu Jana van Eycka, z którym Dalmau zaznajomił się w trakcie swej podróży do Niderlandów w 1431.